# Charles Ames Washburn
Charles Ames Washburn (1822 - 1889) foi um diplomata dos Estados Unidos no Paraguai. Ele nasceu em Livermore, Maine, filho de Israel e Marta Washburn. Mudou-se para Califórnia durante a Corrida do Ouro em 1849. Em 1854, na cidade de São Francisco, Washburn e Benjamin Franklin Washington disputaram um duelo com rifles a quarenta passos. Washburn foi gravemente ferido pelo segundo tiro disparado contra ele. Ele foi mais tarde eleitor presidencial da Califórnia em 1860; representante diplomático dos EUA no Paraguai de 1861 a 1868.